# Biskupnica
Biskupnica is een plaats in het Poolse district  Człuchowski, woiwodschap Pommeren. De plaats maakt deel uit van de gemeente Człuchów en telt 360 inwoners.

## Verkeer en vervoer
- Station Biskupnica